# 25987 Katherynshi
25987 Katherynshi este un asteroid din centura principală de asteroizi.

## Descriere
25987 Katherynshi este un asteroid din centura principală de asteroizi. A fost descoperit pe 19 martie 2001 la Socorro, New Mexico, în cadrul proiectului LINEAR. Asteroidul prezintă o orbită caracterizată de o semiaxă mare de 2,63 ua, o excentricitate de 0,09 și o înclinație de 6,0° în raport cu ecliptica.